# خط آتش (فیلم)
خط آتش فیلمی به کارگردانی علی سجادی حسینی و حسن سجادی حسینی  و نویسندگی علی توکل‌نیا محصول سال ۱۳۷۳ است. علی سجادی حسینی (کارگردان) در بیست و ششم مهر سال ۱۳۷۳ هنگامی که با گروه خود سرگرم آماده کردن صحنه فیلمبرداری بود، ناگهان گلوله‌ای از سلاح‌های موجود در صحنه خارج شد و بر پیشانی وی نشست که باعث کشته شدن وی گردید. فیلم توسط برادرش فرید سجادی حسینی به اتمام رسید.

## خلاصه داستان
یک گروه پنج نفره از تکاوران ایرانی برای یک عملیات برون مرزی وارد خاک عراق می‌شوند. آنها در همان ابتدای کار با یک گروه عراقی که در حال شکنجه دادن دو اسیر هستند، مواجه و ناچار می‌شوند با آنها درگیر شوند. این درگیری مأموریت اصلی آنها را به مخاطره می‌اندازد و…

## بازیگران
- احمد نجفی
- داوود رشیدی
- جمشید جهان‌زاده
- رضا صفایی‌پور
- سیامک اطلسی
- حسین ملاقاسمی
- داوود رسولیان
- نادیا دلدار گلچین
- علی کفاش عراقی
- حمید طالقانی
- علیرضا رئیسی
- اکبر ظفرنیام
- عزت‌الله جامعی
- حمید رمضان
- مهدی دیبائی
- علی توکل‌نیا
- محمد حیدری
- رضا راد
- رضا تاجیک
- آرش سجادی حسینی
- غلامرضا فرامرزیان